# Melananthus
Melananthus  es un género de plantas con flores perteneciente a la subfamilia Schwenckioideae, incluida en la familia de las solanáceas (Solanaceae). Es nativo de Brasil, Cuba y Guatemala.

## Descripción
Son hierbas erectas, ensortijadas, que alcanzan un tamaño de 15–40 cm de alto; tallos puberulentos con tricomas recurvados, las hojas inferiores caducas. Hojas simples, lineares, 5–20 m de largo y hasta 2 mm de ancho, ápice y base puntiagudos, enteras, puberulentas o glabras, sólo la costa evidente; subsésiles. Inflorescencias subespigadas, flores solitarias en las axilas de las hojas las cuales se reducen hacia arriba en los ejes volviéndose brácteas triangulares acostilladas, pedicelos ca 0.3 mm de largo; cáliz tubular a cupuliforme, de 1 mm de largo, 5-lobado 1/3–1/2 de su longitud, lobos oblongos; corola angostamente tubular, 1–2 mm de largo, morado obscura, los 5 lobos 3-lobados con el lóbulo del medio más largo, apicalmente ensanchados y glandulosos; estambres 4, didínamos, filamentos insertos justo por abajo de la parte media del tubo, anteras libres, inclusas, basifijas, longitudinalmente dehiscentes, el par superior oblongo, el par inferior corto y a veces estéril; ovario cónico, 1-locular, 1-ovulado, hundido en un disco, el estigma diminuto, incluido. Fruto un aquenio oblicuo, ovado, 3 mm de largo, puntiagudo, glabro, profundamente labrado-tuberculado; semilla 1, con el embrión recto.

## Taxonomía
El género fue descrito por Wilhelm Gerhard Walpers y publicado en Botanische Zeitung (Berlin) 8(44): 788–789. 1850. La especie tipo es: Melananthus dipyrenoides

## Especies
- Melananthus fasciluatus
- Melananthus guatemalensis
- Melananthus multiflorus
- Melananthus ulei